# Nemesis tiburo
Nemesis tiburo is een eenoogkreeftjessoort uit de familie van de Eudactylinidae. De wetenschappelijke naam van de soort is voor het eerst geldig gepubliceerd in 1952 door Pearse.